# Heiankyo alien
Heiankyo Alien (平安京エイリアン Heian-kyō Eirian?) es un videojuego de laberinto creado en 1979 por el Grupo de Ciencia Teórica (TSG) de la Universidad de Tokio. Fue desarrollado y lanzado originalmente como juego de PC, pero después se adaptó como arcade gracias a Denki Onkyō Corporation (Denki Onkyō Kabushiki Gaisha?), que lo lanzó en noviembre de ese mismo año. En 1980, esta versión fue lanzada en Norteamérica bajo el título de Digger por Sega-Gremlin, que incluyó algunos cambios menores.
El juego fue un éxito comercial en Japón, donde estuvo entre los diez juegos de arcade más taquilleros de 1979  y 1980, y desde su lanzamiento, ha sido adaptado a muchos otros sistemas de juego. Es un ejemplo temprano de un juego de persecución en laberinto anterior a Pac-Man, de Namco (1980). También fue pionero en el subgénero de juegos sobre cavar agujeros y atraer enemigos a las trampas, como Space Panic (1980) y Lode Runner (1983).
El jugador controla a un oficial de policía del período Heian (  (検非違使 kebiishi?) que debe defender la ciudad capital (  (平安京 Heian-kyō?)  ) de una invasión extraterrestre; para ello, cava agujeros en el suelo y los tapa en cuanto un marciano cae en él. El jugador anota puntos por cada extraterrestre atrapado, y cuanto más rápido se llena el agujero después de que el extraterrestre cae, mayor es la cantidad de puntos que se obtienen.
El juego tiene nueve niveles. Los alienígenas aumentan en número a medida que avanzan los niveles, y pueden escapar de los agujeros después de que transcurra cierto tiempo o si otro alienígena pasa por encima de él. El jugador pierde si entra en contacto con un extraterrestre. Hay un límite de tiempo para cada nivel, y la cantidad de alienígenas aumenta drásticamente cuando se alcanza este límite, lo que esencialmente evita que el jugador complete el nivel.
Después de que el jugador completa los nueve niveles, el juego se reinicia al primer nivel y comienza de nuevo. El jugador puede ingresar su nombre en la máquina recreativa si se alcanza una puntuación alta. En la versión original del juego, se emplea un cursor único donde el jugador selecciona una letra haciendo que su personaje camine por la calle que muestra la letra deseada. El juego también contiene un modo de dos jugadores, donde los jugadores pueden alternar turnos o jugar en la misma pantalla simultáneamente.
La versión arcade utiliza un microprocesador Zilog Z80, y la placa del sistema arcade utilizada es una versión copiada de la utilizada por Sega 's Head On . Dado que la placa del sistema original en sí era una copia, la placa del sistema de Heian-kyō Alien ' duplicó fácilmente y muchas de las unidades distribuidas a los centros de juegos eran "copias de una copia" creada por otras empresas. Pocas de las unidades originales fabricadas por Denki Onkyō permanecen hoy en día.

## Desarrollo
Heiankyo Alien fue creado por el Grupo de Ciencia Teórica (TSG), un pequeño grupo de estudiantes de la Universidad de Tokio, Japón. Establecido en 1959, se centraron principalmente en informática y soldadura, entre otras actividades similares. Después de que el mercado de videojuegos japonés comenzara a enfriarse por el éxito de Space Invaders de Taito, apareció una columna en la revista Weekly Asagi llamada "Dekigotorogy", que publicó un artículo llamado "En busca del próximo 'Space Invaders'". Como su título indica, los periodistas visitaron varios salones recreativos de todo el país para encontrar un sustituto de Space Invaders . Después de visitar el Toudai PC Club en la Universidad de Tokio y descubrir que no lo habían conseguido, se dirigieron al TSG..., donde se toparon con el mismo problema. El TSG, pues, se puso manos a la obra, y en tan solo dos días, el grupo celebró reuniones en el primer piso del edificio del sindicato de estudiantes para intercambiar ideas sobre posibles juegos.
La idea del juego fue concebida por Itaru Kawakami, que al principio pergeñó la trama de un hombre que debía dar caza a cucarachas; su originalidad consistía en que el escenario se basaba en un tablero deGo. Las cucarachas se cambiaron a extraterrestres debido a que la película Alien se estrenó casi al mismo tiempo. El susodichi tablero de Go se modificó ligeramente para parecerse a un paisaje urbano; después de que se sugirieron múltiples áreas del mundo real, como Kyoto (Japón) y San Francisco (California, EE. UU.), el equipo finalmente decidió basarlo en la ciudad capital de Heian-kyō, y el jugador se transformó en un oficial de policía del período Heian . La idea fue enviada a Weekly Asagi, quien la publicó en su columna poco después. No queriendo que su idea se desperdiciara, el grupo comenzó a programar el juego en una computadora Apple II ; sin embargo, sufrió una mala optimización y largos tiempos de carga. Luego se modificó utilizando el modo de baja resolución de la computadora, que reemplazó todos los gráficos del juego con bloques de colores.
Después de que la idea del juego se publicara en Weekly Asagi, el estudio de juegos japonés Denki Onkyō expresó interés en él e hizo que el grupo se reuniera con ellos en su sede en Ōta, Tokio . Al recibir la versión corregida de Apple II, Denki aprobó el juego y contrató al grupo para que trabajara para ellos y lo convirtieran en un juego completo; antes de esto, Theoretical Science Group visitó brevemente a Namco y Sega, quienes también expresaron interés en el juego. . El desarrollo duró aproximadamente tres meses. Los programadores codificaron el juego en un ensamblador Z80, donde otro tomaba el código, lo grababa en una placa ROM y probaba el programa para asegurarse de que funcionaba. Se consideró un elemento de encendido de caramelo que hizo que todos los alienígenas dejaran de moverse por un breve momento, un homenaje al monstruo Kuchisake-onna del folclore japonés, pero luego se desechó porque complicaba los controles del juego. Más tarde se agregó un límite de tiempo para evitar que el juego continuara para siempre, mientras que el mapa se modificó ligeramente para evitar que el juego se volviera demasiado aburrido. La animación de la muerte del jugador, que representa a un ángel flotando fuera de la pantalla, se realizó como una adición de último minuto a pedido de Denki. El juego originalmente se subtituló Otoshiana Game, que significa "Pitfall Trap Game", que se eliminó más tarde.
Heiankyo Alien se presentó en el Amusement Machine Show de 1979 celebrado en el área de Harumi de Chūō, Tokio . El equipo descubrió un error durante su presentación que provocaba que una parte del laberinto desapareciera si se insertaban demasiadas monedas, lo que permitía a los enemigos escapar del laberinto y codificar los datos del juego. El programador Mitsutoshi Tabata recuerda a los jugadores que intentaron memorizar los patrones de los enemigos. El juego fue lanzado para máquinas recreativas en Japón en noviembre de 1979, mientras que el mismo año se produjo un lanzamiento para PC.

## Puertos
Meldac lanzó una versión del juego para Game Boy en Japón y América del Norte en 1990. Este puerto incluye una nueva versión en la que aparece un nuevo tipo de alienígena que persigue al personaje del jugador. El juego también fue portado a Super Famicom por Nihon Bussan en 1995 como Nichibutsu Arcade Classics 2: Heiankyo Alien . La compañía había lanzado previamente una nueva versión con licencia titulada Kid no Hore Hore Daisakusen . 2017 vio dos puertos más del juego: NEO Heiankyo Alien de Columbus Circle para Famicom y un remaster oficial Heiankyo Alien 3671 fue lanzado por Mindware en Steam .

## Recepción
Heiankyo Alien tuvo un gran éxito cuando se lanzó por primera vez y fue elogiado por su originalidad y elemento de estrategia. Se cree que el manga japonés Game Center Arashi, que presentaba una historia basada en Heiankyo Alien, se atribuyó al éxito del juego debido al uso de terminología y estrategias hechas por otros jugadores: el autor Misuru Sugaya ha declarado que Heiankyo Alien permanece su juego favorito y dice jugarlo regularmente en su computadora.
En Japón, Heiankyo Alien estuvo entre los diez juegos de arcade más taquilleros de 1979 .  Al año siguiente, fue el séptimo juego de arcade con mayor recaudación de 1980 . 
El lanzamiento de Game Boy fue recibido de manera más negativa. En una revisión retrospectiva de 1998, Allgame lo criticó por carecer de valor de repetición y concepto "aburrido".

## Legado
Existen muchas versiones arcade copiadas del juego con diferencias en el color de fondo y los efectos de sonido. Taito produjo una versión con un fondo azul claro que recicló muchos efectos de sonido de Head On . El gabinete y la tarjeta de instrucciones de la unidad fueron creados específicamente para la versión por Taito, pero no se sabe si la versión era una fabricación con licencia o una copia. Hōei Sangyō (ahora Banpresto ) produjo una versión arreglada llamada Time Alien donde los movimientos alienígenas son mucho más rápidos (sin embargo, el juego se retrasa cada vez que el jugador intenta cavar o llenar un agujero).

### Impacto
Heiankyo Alien fue un ejemplo temprano de un juego de persecución en laberinto, anterior a Pac-Man de Namco (1980). Heiankyo Alien también inició un género sobre cavar agujeros y atraer enemigos a trampas, llamados trap´em up o digging games. Incluye Space Panic (1980) y sus clones (ej. Apple Panic ), que también presenta extraterrestres atrapables, así como Lode Runner (1983), donde los enemigos son guardias humanos. Doraemon Meikyū Daisakusen (1989) y Boomer's Adventure in ASMIK World (1989) son ejemplos posteriores. Aparece el juego de cartuchos VIC-20 Alien  para ser un clon directo de Heiankyo Alien .